# Anolis tetarii
Anolis tetarii — вид ігуаноподібних ящірок родини анолісових (Dactyloidae). Ендемік Венесуели.

## Поширення і екологія
Anulis tetarii мешкають в горах Сьєрра-де-Періха на заході Венесуели. Вони живуть в перехідній зоні між хмарними лісами та високогірними чагарниковими заростями, на висоті від 2400 до 2900 м над рівнем моря.